# Philochortus phillipsi
Espèce
Synonymes
- Latastia phillipsi Boulenger, 1898

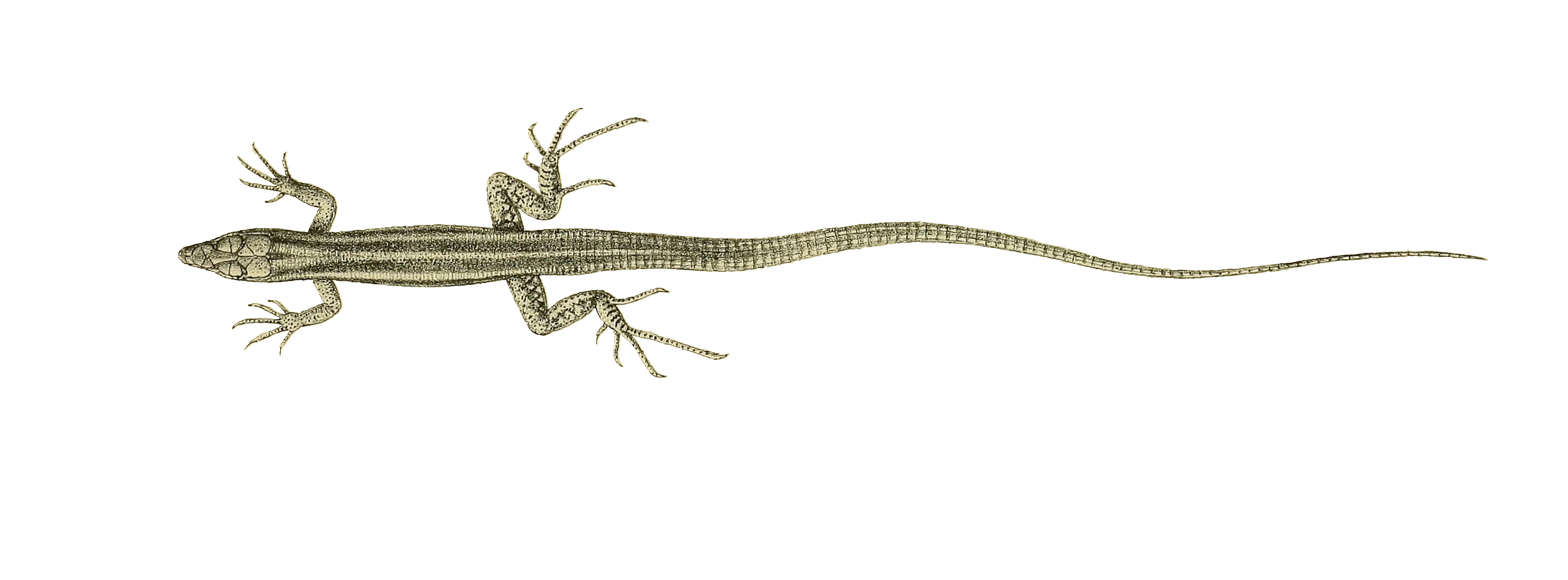
Philochortus phillipsii

Philochortus phillipsi est une espèce de sauriens de la famille des Lacertidae.

## Répartition
Cette espèce se rencontre dans le nord de la Somalie et dans l'est de l'Éthiopie.

## Étymologie
Cette espèce est nommée en l'honneur d'Ethelbert Lort Phillips.

## Publication originale
- Boulenger, 1898 : On a second collection of reptiles made by Mr. E. Lord-Phillips in Somaliland. Annals and Magazine of Natural History, ser. 7, vol. 2, p. 130-133 (texte intégral).